# Thierry Mallet
Pour les articles homonymes, voir Mallet.
Thierry Mallet, né le 4 septembre 1960 à Arcachon (Gironde), est un dirigeant d’entreprise français. Il est président du groupe de transport de voyageurs Transdev depuis le 9 septembre 2016.

## Biographie

### Formation
Thierry Mallet est diplômé de l’École polytechnique (X1980) et de l’École nationale des ponts et chaussées. Il est aussi titulaire d’un master en sciences du Massachusetts Institute of Technology (MIT).

### Carrière dans l’administration
Il commence sa carrière au ministère de l’Équipement, qu’il intègre en 1987. En tant que directeur du Département chargé des autoroutes à la direction régionale Ile-de-France de ce ministère, il est à l’origine du développement et de la mise en œuvre du système de gestion de la circulation routière SIRIUS.

### Veolia
En 1990, Thierry Mallet rejoint la Générale des Eaux, où il occupe des postes de direction en France et à l’étranger.

### Groupe Suez
En 2003, il rejoint le groupe Degrémont, filiale de Suez Environnement, en tant que directeur général délégué, puis directeur général.
Entre 2010 et 2013, Thierry Mallet est directeur de l’international et membre du comité de direction du groupe Suez. Entre 2013 et 2016, il occupe le poste de directeur de l’innovation, de la performance industrielle et du marketing du groupe,,, succédant ainsi à Jean-Marc Janaillac. À la tête du groupe, Thierry Mallet poursuit la stratégie de Transdev en matière de Mobility-as-a-service (MaaS).

### Transdev
Thierry Mallet prend la tête du groupe Transdev le 9 septembre 2016, avec notamment le lancement de l’application Moovizy 2 dans la métropole de Saint-Étienne,,. 
Dans le transport ferroviaire, Thierry Mallet poursuit l’extension des services du groupe à l’international et en France, avec, en novembre 2018 la signature d’un contrat d’exploitation du réseau de trains régionaux de Hanovre (Allemagne) d’un montant de 1,5 milliard d’euros.
En France, Thierry Mallet positionne le groupe Transdev comme acteur potentiel du transport ferroviaire régional en annonçant notamment, en juillet 2021, la candidature de Transdev pour l’exploitation de la ligne de TER Marseille-Nice, à la suite de l’amorce du processus à l’ouverture à la concurrence de son réseau ferroviaire par la région en 2017. En octobre 2021, Transdev remporte le contrat d’exploitation de la ligne de TER Marseille-Nice pour une durée de 10 ans à compter de 2025.

### Autres mandats
- Thierry Mallet a été président de l’Union des transports publics et ferroviaires (UTP) du 8 juin 2017 au 17 juin 2021[14]

- Il siège au comité exécutif du MEDEF à compter du 3 avril 2018, en tant que Président du Groupement Interprofessionnel du Transport et de la Logistique (GTIL)[15]

- Il est président du Conseil d’entreprises France-Nouvelle-Zélande de MEDEF International[16]

## Publication
Thierry Mallet publie en mars 2022 le livre Voyage au cœur de la mobilité aux éditions Le Cherche Midi.

## Distinction
- Chevalier de la Légion d'honneur, par décret du 31 décembre 2019[18]